# Vitry-en-Montagne
Vitry-en-Montagne is een gemeente in het Franse departement Haute-Marne (regio Grand Est) en telt 39 inwoners (2009). De plaats maakt deel uit van het arrondissement Langres.

## Geografie
De oppervlakte van Vitry-en-Montagne bedraagt 9,6 km², de bevolkingsdichtheid is dus 4,1 inwoners per km².
De onderstaande kaart toont de ligging van Vitry-en-Montagne met de belangrijkste infrastructuur en aangrenzende gemeenten.

## Demografie
Onderstaande figuur toont het verloop van het inwonertal (bron: INSEE-tellingen).